# Wayne Maunder
Wayne Maunder (19 de diciembre de 1937 – 11 de noviembre de 2018) fue un actor estadounidense protagonista de tres series televisivas emitidas en Estados Unidos entre 1967 y 1974.

## Biografía

### Inicios
Su nombre completo era Wayne Ernest Maunder, y nació en Four Falls, Nuevo Brunswick (Canadá), pero se crio junto a cuatro hermanos en Bangor, a donde fue a vivir cuando tenía cuatro años. Su madre era Lydia Maunder (1913–1980).
Maunder se graduó en 1957 en la Bangor High School, donde era jugador de fútbol americano y béisbol. Intentó jugar en la Major League Baseball pero falló las pruebas que hizo con los Milwaukee Braves, San Francisco Giants y Pittsburgh Pirates. 
Maunder después pasó unos años en la Reserva Naval de los Estados Unidos, entrenándose para servir en el buque USS Leyte.
Estudió literatura inglesa y arte dramático en el Compton College, en Compton, California. Allí participó en obras teatrales de aficionados, naciendo así su vocación de actor. 
Con su meta en el circuito de Broadway en 1961 se formó bajo la dirección de Stella Adler durante el día, sirviendo mesas por las noches en la Grand Central Terminal. Participó en obras de compañías de repertorio y actuó en producciones de obras como Hamlet, Otelo y Mucho ruido y pocas nueces con la American Shakespeare Company de Long Island.

### Carrera televisiva
Maunder volvió a Los Ángeles, California, donde hizo su primera actuación para la pequeña pantalla el 4 de febrero de 1967, interpretando a Michael Duquesne en "Race for the Rainbow", episodio de la serie western de ABC The Monroes, protagonizada por Michael Anderson Jr. y Barbara Hershey. Aunque en dicha producción utilizó el nombre John Wilder, decidió después volver al suyo propio.
Desde el 6 de septiembre hasta el 27 de diciembre de 1967, Maunder interpretó al Teniente Coronel George Armstrong Custer (1839–1876) en la época en que el militar estuvo destinado en el Oeste de Estados Unidos. El programa, Custer, fue emitido por American Broadcasting Company haciendo competencia con la serie western de NBC El virginiano, que protagonizaban James Drury y Doug McClure. El show llegó a su fin tras diecisiete episodios.
La siguiente serie de Maunder fue también western, la producción de Columbia Broadcasting System Lancer, en la cual actuaban también Andrew Duggan, James Stacy y Paul Brinegar. Lancer se emitió entre 1968 y 1970, con una redifusión adicional en el verano de 1971.
La última serie regular de Maunder, Chase, fue una producción dramática de 21 capítulos sobre una unidad policial clandestina, y la emitió la NBC en la temporada 1973-1974, trabajando en la misma los actores Mitchell Ryan y Reid Smith. Maunder hacía el papel del Sargento de policía Sam MacCray, que utilizaba un perro llamado "Fuzz". 

### Otras actuaciones
Entre Custer y Lancer, Maunder actuó en tres series de ABC: el episodio piloto de Kung fu, con David Carradine; dos actuaciones en The F.B.I. (con Efrem Zimbalist, Jr.), siendo Knox en "Time Bomb" (1970) y Earl Gainey en "The Fatal Showdown" (1972); y finalmente fue Don Pierce en "Crossfire", entrega del drama policial The Rookies (1973).
Maunder fue también al abogado Mike Barrett en la película rodada en 1971 por 20th Century Fox The Seven Minutes, un drama en el que participaban actores como Philip Carey, John Carradine, Jay C. Flippen, Harold J. Stone y Tom Selleck, y que dirigió Russ Meyer.
Tras Chase, Maunder hizo primeros papeles en episodios de las series Police Story (de la NBC, en dos ocasiones en 1975), la de ABC The Streets of San Francisco (1977, con Karl Malden) y en la de CBS Barnaby Jones (1979, como Burt Campbell en el episodio "Copy-Cat Killings", con Buddy Ebsen). Así mismo, trabajó con el papel de Cavanaugh en la película Porky's (1981).

### Vida personal
Maunder residió en la zona de Gran Los Ángeles. En 1967 se casó con Lucia Maisto. El hijo de la pareja, Dylan T. Maunder, nació en 1968. Se divorciaron en el año 1971, y ella murió en 1994.
Wayne Maunder falleció el 11 de noviembre de 2018, a los 80 años de edad, en Brattleboro, Vermont, a causa de una enfermedad cardiaca.